# Hawryliwka (Beryslaw)
Hawryliwka (ukrainisch Гаврилівка; russisch Гавриловка Gawrilowka) ist ein Dorf im Norden der ukrainischen Oblast Cherson mit etwa 1500 Einwohnern (2001).
Am 12. Juni 2020 wurde das Dorf ein Teil der Landgemeinde Nowooleksandriwka; bis dahin bildete es die Landratsgemeinde Hawryliwka (Гаврилівська сільська рада/Hawryliwska silska rada) im Süden des Rajons Nowoworonzowka.
Seit Juli 2020 ist es ein Teil des Rajons Beryslaw.

## Geschichte
Das Dorf wurde 1780 als Eigentum des russischen Dichters Gawriil Romanowitsch Derschawin gegründet und erhielt als Ortsnamen den Vornamen des Eigentümers. Gawriil Derschawin hatte das Land zuvor von Katharina der Großen erhalten. Nach der Aufhebung der Leibeigenschaft 1861 wurde das Dorf an Friedrich Eduard Falz (1839–1883, ab 1864 Falz-Fein) verkauft und Anfang des 20. Jahrhunderts in Falz-Feinowo umbenannt. Nach Beginn des Deutsch-Sowjetischen Kriegs wurde die Ortschaft in Derschawino (Державіно) umbenannt, erhielt später aber wieder seinen ursprünglichen Ortsnamen zurück. Vom 26. August 1941 bis zum 27. Februar 1944 war das Dorf von Truppen der Wehrmacht besetzt. Die ukrainischen Bewohner des ehemals westukrainischen Dorfes Smolnik (ukrainisch Смільник Smilnyk) wurden nach dem Polnisch-Sowjetischen Gebietsaustausch 1951 im Ort angesiedelt.
Im Verlauf des russischen Überfalls auf die Ukraine wurde der Ort im März 2022 durch russische Truppen besetzt, am 3. Oktober 2022 wurde der Ort wieder durch die Ukrainische Armee zurückerobert.

## Geographie
Die 233 km² große Gemeinde liegt auf 75 m Höhe am rechten Ufer des zum Kachowkaer Stausee angestauten Dnepr 36 km südlich vom ehemaligen Rajonzentrum, der Siedlung städtischen Typs Nowoworonzowka und 160 km nordöstlich der Oblasthauptstadt Cherson.
Westlich vom Dorf verläuft die Territorialstraße T–04–03.

## Söhne und Töchter der Ortschaft
- Eduard von Falz-Fein (1912–2018), liechtensteinischer Adliger, Unternehmer, Journalist und Sportfunktionär deutsch-russischer Herkunft